# إبراهيم زويد
إبراهيم حمد زويد، لاعب كرة قدم بحريني سابق.
و قد كان يلعب مع منتخب البحرين لكرة القدم.

## كأس الخليج

### كأس الخليج 1976
و قد سجل هدف في مرمى منتخب العراق لكرة القدم.

### كأس الخليج 1979
و قد سجل هدف في مرمى منتخب الإمارات لكرة القدم، وقد سجل هدف في مرمى منتخب عمان لكرة القدم.

### كأس الخليج 1982
و قد سجّل هدف في مرمى منتخب عمان لكرة القدم، وقد سجّل هدف في مرمى منتخب الإمارات لكرة القدم، وقد سجّل هدف في مرمى منتخب قطر لكرة القدم، وقد حصل على لقب هداف البطولة مناصفة مع يوسف سويد وسالم خليفة وماجد عبد الله برصيد 3 أهداف.